# 東京電力の原子力発電
東京電力の原子力発電（とうきょうでんりょくのげんしりょくはつでん）では東京電力の保有する電源のうち、原子力発電について要素別に説明する。
発電所は、福島第一原子力発電所、福島第二原子力発電所、柏崎刈羽原子力発電所が該当する。他に、東通原子力建設所がある。なお、東通原子力発電所は、東北電力の管轄である。

## 原子力部門組織の変遷
東京電力は1955年に原子力発電課を発足させた際、当初社長室に所属させていたが、後に技術部の所属とし、1965年に原子力開発本部として独立させ、その下に原子力部や開発研究所が設置された。当時原子力業務課副長を拝命した井上琢郎は、この改正により原子力部門の組織は一気に拡充強化され、「原子力発電実現のための経営意思が、如実に示された」と回顧している。
『東電労組史 第2巻』によると昭和40年代、急拡大する電力需要は社内で深刻な人手不足をもたらしたとされているが、発足したばかりの原子力開発本部に人員を充足させるため、東京電力は毎年の新規採用人員の重点配置部門の一つとして原子力を掲げた。東京電力労働組合は「人員充足専門委員会」、1970年代には「適正人員対策委員会」などを組織し、これに協力した。また、設備近代化と社外請負化を進めた火力からの配置転換も積極的に活用し、原子力部門自身も請負化を利用していくこととなる。こういった人員拡充の結果、1975年時点では本店の原子力開発本部200名、福島、新潟の現地事務所の800名、独立店所となっていた発電所や日本原電への出向者などを合わせ、かつて1958年に高井亮太郎が目標として提示した1000名以上の大台に乗る規模となった。
なお、1975年時点での原子力開発本部の体制は下記のようになっており、こうした本店主導の組織のバックアップを受け、現地発電所の建設と運営は進められていた。
- 原子力保安部：保安に関わる総合方針樹立、各部門への審査、助言
- 原子力建設部：工事計画、設計、工程管理、原子力本部内事務業務、対外PR
- 原子力管理部：完成した原子力発電所の運営、原子力要員養成訓練計画、保安計画・管理
- 核燃料部：核燃料に関する方針計画の樹立、技術、経済、法規等諸調査
- 原子力開発研究所：原子力発電に関する技術・経済性調査、研究開発

1982年には福島第一原子力発電所にて福島原子力企業協議会が設立され、下請企業との協力体制を強化した。
2004年6月25日、原子力関係組織の大規模な再編が行われた。従来は社長直属で立地地域本部、原子力本部、各原子力発電所が並立していたが、「品質保証と安全管理の一層の充実」を目的に、3組織を統合、社長直属で原子力・立地本部となる。各発電所は原子力・立地本部の所属となった。
2004年7月1日には、当時運転していた3原子力発電所の組織も再編した。改編前は総務、広報、品質・安全、技術、発電、第一保全、第二保全、の7部体制だったが、技術、発電、保全部を再編、技術統括部を設置、同格位で品質・安全監理の責任者としてユニット所長を設置し、その下に運転管理部、保全部を所属させた。改編の目的は「自主保安監理体制の確立」である。福島第一原子力発電所の場合、ユニット所長は1〜4号機、5,6号機に各1名、合計2名配置され（従って運転管理部、保全部はそれぞれ第一、第二が存在）、運転管理や設備保全業務に関する一貫した権限を有する。

## 核燃料技術
- 福島第一原子力発電所1号機の運転開始当初、使用された燃料はGE社ウィルミントン工場で製造されたものだったが、100%出力となってから数ヵ月で復水器の抽気ガス（オフガス）が発生してきた。これは、燃料棒内の水分が放射線分解して水素を発生し、被覆管のジルコニウムと結合して脆化することが原因であり、国産燃料を製造に当たったJNF社製の燃料が導入された際には製造時に湿分管理を行って対策とし、このような事象は激減した[7]。

- JNF社製の燃料が当初から装荷されるようになったのは2号機からである。JNF社は久里浜に工場を稼働させていたが、当初は成型加工組立だけを実施していた。1973年からはイエローケーキと呼ばれるU3O8から六ふっ化ウランUF6への転換工程も実施した[8]。

- 1号機が最初の定期検査に入った際には破損燃料をいかに減らすかが課題となった。破損燃料が減少すれば炉内への放射能濃度も下げることが出来、検査時間の短縮にも繋がるからである。この時に対策したのは燃料ペレットとジルコニウム製被覆管で発生する相互作用（PCI）である。ペレットが核分裂により加熱されるとペレット中心部の温度がペレット外周部分より高温となるため、鼓型に膨らみ、それが被覆管に接触すると応力をかけ、環境中にヨウ素などが存在している場合は応力腐食割れに至る。この対策として（1）材料、（2）環境、（3）応力の3条件から応力腐食割れが発生することから、3点を改善する対策が取られた。（2）については被覆管の内側にジルコニウムを内張りしたジルコニウムライナー燃料が開発された。（3）については設計時にはPCIOMRと呼ばれる出力制御法を考えていたが、実際には操作過程が複雑となり利用率が低下する問題があった。そのため、燃料棒の方を改善することで対応することとし、GEの設計を修正、工程上1,2,3,5号機では間に合わなかったため4号機より適応し、1980年12月の第2回燃料取替え時に140本装荷した。具体的には泡が多く中性子減速が弱くなる炉心上部の燃料は濃縮度を高くした。これにより操作法をある程度単純化することが出来、燃焼サイクルを重ねるごとに利用率も向上し、第4サイクル時には当初より5.7%の向上をみた[7]。

- なお、2号機の初装荷燃料ではガドリニア（Gd2O3）と呼ばれる燃焼初期の反応度を抑制する物質を多く入れすぎたため、起動試験時には制御棒をすべて抜いても定格出力に到達しないという問題が東電に訪れたGEの炉心設計の責任者より報告された。このため、PCI対策の際にはガドリニアの濃度にも注意が払われ、ウランが燃焼して反応度が落ちる分だけガドリニアの吸収度も落ちていくような設計とする必要があった。燃焼が進むと炉心上部には泡の影響でプルトニウムが蓄積することが知られていたため、GEの設計を改めた際にはガドリニアも燃料棒の炉心上下方向の位置で濃度差を設けている[7]。

- その後も燃料の改良は続けられ、それまでの燃料棒を7×7に配列したタイプから1977年には日立製作所が8×8型を開発、順次取り換えられていった。その後8×8型は1983年に新8×8型、1988年より8×8型の配置のステップI燃料の納入を開始した。1992年には8×8型のステップII燃料を納入開始し、福島第一原子力発電所4号機を例にとると、1994年末の定期検査時にステップI型から交換されている。このように順次燃料を新型に更新していくことで取替燃料体数の削減が図られ、1990年代に開発を開始したステップIII燃料では取り出し燃焼度を向上し、燃料サイクル費の削減が図られている[9]。

- 一方、MOX燃料を使用したプルサーマルについても開発が進められ、2002年10月の3号機定期検査終了時に装荷するかどうかなどがすでに政治日程としての意味合いも含めて議論されていた。しかし、当時の県知事佐藤英佐久が東京電力原発トラブル隠し事件などを通じて原子力行政に不信感を抱いていたこと、税収の落ち込みを埋め合わせるため核燃料税の税率引き上げを実施したことなどから県と東電、国との関係が冷却化した[10]。実際の装荷は2010年まで遅れることとなった。

## 運転技術

### 負荷追従運転
東京電力においても負荷追従運転の考え方自体は1972年当時には将来的には実施可能であるべき目標として提示されていたが、当時は系統容量に占める原子力発電の割合が低位であり、（第一次オイルショック前でもあって）原油価格も極めて安価であった。そのため同時期に建設されつつあった大容量揚水発電所との組み合わせでベースロードとして使用するのが最も効率的とされていた。実際、1972年8月22日に開催された労使間の経営協議会にて経営側は「環境・資源問題に対処する電力資源活用の推進」とする総合的な施策を提案し、組合もこれを了承しているが、そこでは需給運用対策と原子力電源の運用について次のようなロジックが語られている。つまり、火力発電は大気汚染源であるので汚染物質の含有量が少ない「貴重な良質燃料の有効活用」がその軽減には必要であるがそういった良質燃料は高価で生産量が少ないことが難点であった。そのため「原子力についても高利用率運転を行ない、これにより火力特に湾内火力の発電量を軽減し、公害防除と良質燃料の有効活用をはかる」とされた。
それでも1971年3月の福島第一原子力発電所1号機運転開始の際の組織改正にて、現場のバックアップを目的に設けられた原子力部原子力発電課は、負荷追従に際して関係する下記の3装置
- AFC（自動周波数調整）
- DPI(運転規準出力指令表示装置)
- DPC（運転規準出力指令制御装置）

について、当時の火力発電所に倣って当面考慮するべき給電指令上の技術目標として提示している。
福島第一原子力発電所の6機のプラントが完成し、東京電力の系統容量に占める原子力発電の割合（同社に売電していた日本原子力発電の設備を含む）が増加した1979年になると、当時の東京電力原子力開発本部長、豊田正敏は夜間や休日に出力を下げる形で負荷追従運転、AFC（自動周波数制御）運転について「昭和60年代前半」（1980年代後半）には必要でとなってくる旨を述べており、当面は福島第一原子力発電所1、3号機を対象に実証試験を実施する計画を立てていた。
BWRの負荷追従は制御棒調整を用いず再循環流量制御のみを実施した場合でも100〜65%程度までの出力調整が可能である。そして出力調整の操作はタービン制御装置の負荷設定器か再循環流量制御器の設定を変更することで実施されるが、1970年代の日本では運転員が手動で変更する以外の選択肢が無かった。運転員の負荷を軽減するため、福島第一原子力発電所の3、5号機に出力調整装置が設置され、計算機シミュレーションで解析を行いつつ、実証実験は段階的な実施となった。負荷追従運転は系統の電力需要に応じ幾つかに分類できるが、同発電所で実験されたのは「日負荷追従運転」である。実績としては5号機の場合、95⇔75%出力、14-1-8-1hパターン運転を実施し、負荷追従を考慮した改良燃料を使用しない条件での実験であったが、簡便で迅速、安定な制御を確認した。
1985年には負荷追従運転の実施時期について言及し、新型燃料の実証試験を睨みながら、電源設備に占める原子力比率が27%に高まる1994年頃からは必要になるとしていた。なお、1980年代中盤は冬期の電力需要に占める原子力負荷の割合が漸増しており、1986年1月2日の例では全国平均で65.5%のところ、東京電力では88%となっていた。こうした「原主火従」の到来を背景に、東京電力は需要の低下する夜間などに負荷追従を企図し、ジルコニウムライナーを採用した新燃料を重電各社と開発、試験を1986年度後半から福島第一原子力発電所4号機、福島第二原子力発電所1号機で実施する構えだった。
しかし、その後、東京電力の原子力発電所において試験目的以外での負荷追従運転が実施されたことは無い。

### 定格熱出力一定運転
『とうでん』2002年7月号によると、経済産業省は2001年12月、「定格熱出力一定運転を実施する原子力発電設備に関する保安上の取扱いについて」という通達を出し、東京電力は同通達に基づいて2002年より各原子力発電所への導入を開始した。福島第二、柏崎刈羽については2002年5月より定格熱出力一定運転が一部の原子炉で開始された。福島第一原子力発電所については2003年以降、順次導入が進められた。1号機を除く各号機はそれまでの電気出力一定運転から順次切替されていった。
切替に当たっては、原子力安全・保安院に対して定格熱出力一定運転を実施した場合の健全性評価が提出され、過去の類似設備での実績を元に、下記について評価した。
- 設備上の最大出力を発生させる運転状態：蒸気加減弁が全開した状態（定格蒸気流量の105%相当）
- タービンミサイル[注 5]評価及び蒸気タービン設備：設計最大出力状態において非常調速装置が作動した時のタービン回転速度（定格回転速度の119.6%に余裕を持たせて設定し120%）

## 情報技術

### 1980年代（原子力管理業務総合機械化計画）
東京電力は低成長時代への対応策として1980年6月に「80年代経営の基本路線」を定め、具体的な構想として「第3次業務機械化」を推進した。
1. 1983-1984年：各事業所にPC、ワープロを試行導入
2. 1985-1988年：LANによるOA機器の統合利用、文書、図面、画像等非数値情報の処理を前提とするシステムの導入
3. 1989年以降：システムの全社的統合、社外との連携

また、機器導入に際して次の原則を設定している。
- 早期陳腐化に対応し投資回収期間を2年に目標設定（実際は1年で回収）
- 機種は部門毎に統一

このように、管理業務の効率化は1980年代に入って経営方針にも如実に示され原子力部門もその例外ではなくなっていたが、一方で計算機技術の進歩は目覚ましく、日常の事務管理にも徐々に情報機器の導入が本格化し、プロセス計算機も1980年代のプラントでは入力点数で約5倍、主記憶装置容量で約70〜80倍の増大が見られた。こうした状況の中、東京電力は原子力部門にて、3段階のフェーズに区切って20のサブシステムから成る原子力発電業務の総合電算化の計画（「原子力管理業務総合機械化計画」）を構想し、1985年度から3ヶ年をかけて開発を進めることとした。当然、各原子力発電所にもホスト用の計算機、端末が社内LANと共に導入され本店の大型ホストコンピュータと接続された。各フェーズの概要は下記となる。
1. フェーズI：1985年度を目標とし同年度に運用を開始した5つのサブシステムを指す。これらは既に本店で一部システム化がなされているが、総合機械化共通事項や全体システムの詳細設計を進め、発電所に移行してデータを一元管理し、既設システムもサブシステムとして位置づけして運用する。
2. フェーズII：1986年度目標、同年に運用開始した3システムの他、個人線量管理等幾つかのサブシステムを包含する。プロセス計算機や各種ミニ計算機との連携を前提として開発。
3. フェーズIII：1987年度を目標とし、新規に開発する設備機器管理、作業管理等のサブシステムから成る。

| カテゴリ                   | サブシステム名           | 導入状況 (1986年度末頃) | 概要 | 主な機能 |
| -------------------------- | ------------------------ | ----------------------- | --- | --- |
| 運 転 管 理 関 係          | 1．発電管理              | 1986/7                  | 運転計画、停止計画の立案及び運転状況の把握、 事故状況の把握検討業務を支援する。                                     | ・運転計画、停止計画データの提供 ・発電実績データの蓄積と提供 ・発電実績月報、報告書の作成 ・事故、故障データの蓄積と提供                                     |
| 運 転 管 理 関 係          | 2．定例試験管理          | 1986/7                  | 定例試験のスケジュール管理業務を支援する。                                                                          | ・定例試験予定、実績のスケジュールデータの提供 ・定例試験予定、実績の作成                                                                                     |
| 運 転 管 理 関 係          | 3．燃焼管理              | 1985/10                 | 燃焼計画立案及び燃焼状況の把握検討業務を支援する。                                                                  | ・炉心予測シミュレーション ・プラント起動、再起動及びパターン交換手順についての情報提供                                                                       |
| 運 転 管 理 関 係          | 4．燃料集合体管理        | 1985/10                 | 燃料在庫の厳正管理業務及び輸送業務を支援する。                                                                      | ・燃料受入から、払出しに至るまでの在庫管理データの蓄積と提供 ・輸送工程管理データの提供                                                                       |
| 設 備 、 作 業 管 理 関 係 | 5．設備機器管理          | 1986/7                  | 設備機器仕様、点検履歴等の情報の把握と設備維持、 改善計画の立案を支援する。                                         | ・点検周期に添った工事対象機器の選定 ・設備機器仕様、図番リスト、点検履歴等のデータの蓄積と提供                                                               |
| 設 備 、 作 業 管 理 関 係 | 6．作業管理              | 開発中                  | 工事の計画立案、作業前準備、工事実績の把握評価 に関する業務を支援する。                                             | ・工事仕様や実績データの蓄積と提供 ・MRF/PTW業務処理に関するデータの蓄積、提供と作業票の管理                                                                  |
| 設 備 、 作 業 管 理 関 係 | 7．定検工程管理          | 開発中                  | 定検工程等の工程作成及び工程進捗管理業務を支援する。                                                                | ・工程管理データの蓄積と提供 ・工程予定、実績票の作成 |
| 設 備 、 作 業 管 理 関 係 | 8．検査管理              | 開発中                  | 官庁検査対応業務を支援する。                                                                                        | ・検査手続きデータの蓄積と提供 ・検査予定、実績のスケジュールデータの提供 検査実績の蓄積と提供                                                                |
| 保 安 管 理 関 係          | 9．放射線作業管理        | 開発中                  | 管理区域の放射線（放射能）評価と管理区域維持管理業務を支援する。                                                    | ・放射線（放射能）測定データの蓄積と提供 ・管理区域区分状況の提供                                                                                             |
| 保 安 管 理 関 係          | 10．個人線量管理         | 開発中                  | 外部被曝、内部被曝の線量管理業務を支援する。                                                                        | ・放射線作業管理データの蓄積と提供 ・個人被曝線量に関するデータの蓄積、提供                                                                                   |
| 保 安 管 理 関 係          | 11．入退域従事者登録     | 開発中                  | 入退域従事者登録を支援する。                                                                                        | ・入退域従事者登録データの蓄積と登録 |
| 保 安 管 理 関 係          | 12．化学管理             | 1985/10                 | 水質及び気体、液体廃棄物の化学分析を支援する。                                                                      | ・液体、気体の化学分析データの蓄積と提供 ・各種報告書と管理表の作成                                                                                           |
| 保 安 管 理 関 係          | 13．環境放射能（線）管理 | 開発中                  | 周辺環境への放出放射能（線）の管理と影響評価業務を支援する。                                                        | ・気象データと環境放射能（線）データの蓄積と提供 ・各種報告書と管理表の作成                                                                                   |
| 保 安 管 理 関 係          | 14．固体廃棄物管理       | 1985/10                 | 放射性固体廃棄物を収納した専用ドラム缶の搬出、保管業務 及びサイドバンカー内の高放射性固体廃棄物管理業務を支援する。 | ・ドラム缶管理データの蓄積と提供 ・使用済チャンネルボックス、制御棒等の管理データの蓄積と提供                                                                 |
| そ の 他                   | 15．物品管理             | 開発中                  | 発電用消耗品、保安用資材、予備品等の購入、倉入れ、貸出、点検、 並びに在庫管理業務を支援する。                       | ・物品の在庫管理データの蓄積と提供 ・使用済チャンネルボックス、制御棒等の管理データの蓄積と提供                                                               |
| そ の 他                   | 16．工事管理             | 1985/10                 | 工事積算、予算編成と発注、検収積算業務を支援する。                                                                  | ・工事費用の積算 ・予算編成、予算消化状況管理データの蓄積と提供                                                                                               |
| そ の 他                   | 17．図書管理             |                         | 文書、図書検索、更新業務を支援する。                                                                                | ・各種図面、図書、文書類のインデックス情報の蓄積と提供 |
| そ の 他                   | 18．健康管理             | 開発中                  | 社員の健康管理業務を支援する。                                                                                      | ・社員の健康管理データの蓄積と提供 |
| そ の 他                   | 19．防護管理             | 開発中                  | P.P.入退域管理業務を支援する。                                                                                      | ・入退域管理データの蓄積と提供 |
| そ の 他                   | 20．緊急時支援           | 開発中                  | 緊急時における事故復旧活動と事故拡大予測業務を支援する。                                                            | ・事故時、放出放射能の予測計算と大気拡散シミュレーション ・炉心状況の推定計算 ・プラント内線量率の推定計算等 ・周辺環境情報（人口分布、土地利用状況等）の提供 |

### 1990年代
このようにして1980年代を通じ、東京電力の原子力発電所の情報化も大きな進展を遂げたが、情報技術自体は以降も飛躍的に進展を続けたため後の目からは課題も残している。一例として、東京電力は保守費の低減も見据え、電子データ交換（EDI）導入の検討も1985年より同業他社と連携して検討していたが、資材発注業務のビジネスプロトコル標準を制定したのは1990年のことで、その後EIAJ,CIIルールへ移行した。EDIの導入は1991年に電線メーカーを対象に開始され、業種を順次拡大していくこととなる。CALSについては通産省の肝いりで実証事業が行われたのは1990年代以降のことである。

### 2000年代
新保守管理システム
1980年代に計画的に情報化は進められたものの、保守業務の記録は文書管理となっており、電子化は中途半端な状態だった。これが記録の改ざんの温床となり2002年の東京電力原発トラブル隠し事件の一因となったことから、2003年10月、社内全原子力発電所で30〜40億円を投じ新保守管理システムを導入、2005年夏までに検査・点検記録を電子化することとなった。新システムでは従来現場に滞留していた記録を船橋市に以前から所有しているコンピュータセンターで管理し、本店と各発電所がアクセスする構成とした。ただし、この時点ではトラブル隠し事件でも問題になった保守業務に用いる工具類の置忘れ対策は定期点検の強化に止まっている。
工具管理システム
2003年の保守管理システム導入時点では情報化による管理の対象とはなっておらず、協力会社が放射線管理区域内に工具類を持ち込む際には、リスト紙に記入して管理していた。しかし各原子力発電所で工具類の置き忘れ等によるトラブルへ批判が高まったことから、2005年より2年をかけて全原子力発電所で工具類に無線ICタグをつけて入退管理することを決定した。このため、工具類は持ち込みではなく東京電力が2万1000点を購入して協力会社に貸し出す方式に変更された。福島第一原子力発電所を例に取ると2005年4月、2号機にて初導入となった。
廃液放出帳票の電子化
2004年5月には福島第一原子力発電所5号機で原子炉建屋のシャワー廃液24tを放射線測定せずに海に放出するトラブルがあり、原因が放出許可の帳票を作成する際他のタンクの紙帳票と取り違えたことだったため、放出手続きをPC上で管理するようシステム化した。
入退管理システム
入退管理システムも近代化された。2006年、東京電力は富士通と共同でUHF帯を利用したICタグを利用した入退管理システムの検討を開始し、2008年に福島第一原子力発電所に試験導入、その後全原子力発電所に数億円を投じて設置し、2009年4月より本格運用に入った。このシステムの特徴は車内から入構証をリーダーにかざして一度に複数の電子タグ情報を読み取り、データは警備員の持つ端末に転送される。このため降車の必要が無くなり、ゲート前の渋滞解消の切り札として投入された。

## 要員訓練

### 現業技術、技能認定制度
1981年より創設され、人材開発センターでの研修や実務を通じ一人前の技能者を育成することをその目的としている。東京電力の場合、1996年時点の例では原子力関係の技能認定制度は下記のように分かれている。
- 保修工事
  - 電気
  - 機械
  - 計装
- 運転
- 保安
  - 放射線管理
  - 環境化学
- 燃料技術

技能認定はA,B,Cの3段階で認定取得のため認定確認として筆記試験と実技試験にパスする必要がある。受験資格としては認定研修の対象職場に在籍していること、実務経験年数、所定の認定研修を修了していることの3条件で、高卒入社の場合、B級で5年、A級で10年のカリキュラムとなっている。
なお、発電設備の更改に伴って、人材開発センターの設備も同様のものに随時更新される。指導職に就く側も講師として一通りの経験をするには1年を要するという。

## 安全衛生

### 被曝線量管理以外

#### 肯定的な見解
『電気情報』1969年10月号では、福島第一原子力発電所1号機の建設当時の安全衛生についてどのような配慮を行っていたかについて述べられている。その後1972年6月、労働安全衛生法（安衛法）が国会で成立し、東京電力内も同法に基づいた安全衛生管理体制への改善が同年12月提起され実施に移された。具体的には安衛法が求める統括安全責任者、安全管理者、衛生管理者等を選任して安全委員会を組織し、原子力発電所もそれに倣った。当時より福島第一原子力発電所は富岡労働基準監督署の管轄区域にあり、工事着手以来10年余りで11名が車による運搬中の事故で死亡し、建設現場では毎年20件の労災事故があったと述べている。一方、体制の整備に伴い昭和50年代に入ると労災事故件数は10件を大きく割り込むようになり、減少傾向にあった。

#### 否定的な見解
共同通信記者の西山明は請負業者側にも取材し1978年に『技術と人間』で記事を発表。当時の状況下で下記の問題点を指摘した。なお西山によれば同時期、NHKも『被曝管理』という特集番組を制作し問題提起をしているという。
- 1977年3月5日に発生した墜落災害に関して富岡労基署は転落防止措置が不十分だったとして転落した者が所属していた下請会社を労働安全衛生法違反の疑いで書類送検したが、送検は6月のことで労基署は「下請けと元請の関係が入り組み責任の所在がつかめず捜査に時間がかかった」とし、元請の日電工業、IHI、東芝、東京電力の責任は問わなかった[注 6]。なお作業員全員が「手すりが無かったこと」「救出に時間を要したこと」を認めている。なお昭和41年から第一原発の建設工事が始まり、これまで車の運搬中の労災事故で11人死亡しているが、補修現場での労働災害事故死は、初めてで、同署が書類送検したのも初めてだった。
なお西山が取材したところ、保修作業で現場に足場を組む際「これだけの足場にいくらかかるからと元請に請求しても応じてくれない。だから下請も簡単な足場で作業をしてしまう」場合があり、墜落災害の遠因となっているとしている[32]。
- 西山の取材した下請け会社の親方Aによると、労基署の現場視察は3ヶ月に1回程度だが、事前に情報が漏れてくるのが通例で、その際は事前に不備な点を直すように元請から指導が入る。当日自分たちの現場に巡回する時間は大体分かるため、その際には元請より作業を中止し休憩に入るように指導されるという。[32]
- 放射線管理区域内の「汚染区域」(C区域)「監視区域」(B区域)の補修現場に監察官の臨検や定期的な監督があるか西山が尋ねたところ、親方Aは、「昭和46年以来、そんな所1度だって無かったな。あれはば上の態度が普段と違うからわかるはずだが」と答えている。親方Aは、「実際に働いてみないと中の息苦しさは分からない」例として安全上必要な装備について「足袋をはいて外でのびのびやっていたトビ職には長ぐつもピタっとせず足元が不安定で動きは鈍くなる」と述べた。[33]
- 安衛法22条では事業者に放射性障害の対策措置と25条で環境改善義務を明記しているが、労基署のチェック体制は「数字の読み取り」と「東電への信用」で、実況見分無しのデスクワークであると西山は結論付けた。西山は労基署の意見として、「各事業者が定期的に協議会を開いて、安全衛生管理に力を入れており、他の分野に較べれば多くの時間を割いて教育していること」、「管理については、1年1回、東電や元請から作業員の被ばく線量の記録を提出させ、点検していること」「放射線障害防止法に基づいて年間5レムにおさまっていること」「わずか三人の監督官じゃどうしようもない。東電の管理システムを信用している。だからといって手抜きはしていない」紹介しているが、西山は「建前をつくろったザル法でしかない」と結論付けた。[34]
  - ただし、1972年3月6日付基発第105号の労働省労働基準局長通達「企業における自主的安全衛生管理活動促進のための監督指導について」の冒頭において、「安全衛生対策の基本は、技術の進歩、生産態様の変化などに対応して、各企業において自主的な安全衛生管理活動が推進されることにある」と述べており、1972年6月9日の英国で提出されたローベンス報告[35]の考え方を基本としている。つまり、「法規による強制よりは、事業者による自主的活動に重点を置くことが適切である」(この考え方の理由として、実際に発生している労働災害を見ても、法規違反が原因であるものは少ないという。したがって「労働災害を防止するためには、法規に頼ることよりも、労働者の参加も得て事業者が自主的に安全衛生活動を進めることが効果がある」ということである。[36]例としては、「5S活動」)とのことになる。
  - なお、西山明の「福島原発の下請け親方の被曝証言--私らは原発のイワシだ」記事p93において、作業員が「アラームメーターがしょっちゅう鳴っていた。二十-三十分で交代する仕事だったが、自分は年をくっていたから若い者には負けられないと、メーターをわざと壊して働く時間を長くした」と自身の行為を述べた記述がある。(労衛法第4条において、労働者の事業者等の労働災害防止協力義務があるにもかかわらずである事業者が定めた労働災害防止の措置を労働者自身が協力していなかった。事業者のみ労働災害防止の措置を行うだけでなく、労働者も自発的に参加しなければ、労働災害を防止することは不可能であり、ローベンス報告の指摘は、的を射ている。
- 1977年6月、福島第一原発一号炉に立ち入り調査した福島県生活環境部職員によると、「炉内給水ノズルのひび割れ保修の現場にははしごで降りた。故障箇所周辺は鉛で防護され、防護マスクをつけた作業員2人が働いていた。私達の額には熱くてダラダラ汗が出て、空気もよくなかった。またパイプを取り替える場所は狭く、作業進展が遅くみえた。被ばく線量を避けるため定期点検に時間がかかるのが理解できた。」とし、定検のスピードアップのため以降のプラントでは格納容器の拡大を図る旨の報告を受けたことも述べられている。[37]その後、福島第二原子力発電所2号機よりMarkII改良標準型が採用された。

また2011年3月11日の事故以降、福島第一原子力発電所では上記の厳密な線量管理、汚染源の遮蔽策は全て水泡に帰し、構内全域が放射線管理区域と同等の扱いとなる「管理対象区域」とされ、周囲20kmは強制的に立ち入り禁止とされた。その後除染を進め2012年4月末に、同所構内の一部の建物について非管理区域とした。
また、上記の他にも事故前から被曝などのトラブル隠ぺいなどが、批判的なジャーナリストなどにより指摘されている（「事故・トラブルへの対処」節内各記事を参照）。

### 被曝線量の管理
ここでは安全衛生の内、所内で働く作業員の線量管理について述べる。

#### 肯定的な見解
西山明によると、国会や福島県議会で過剰被曝の疑惑が追及され始めた1976年頃から放射線管理区域で働く下請労働者の健康診断が、年1回から3ヶ月に1回実質的に保証されるように変更されたと述べている（ただし、西山は無いよりマシ程度といった指摘もしている）。また、1978年1月に国と原子力・放射線関連産業各社が参加した全国的な被曝線量登録管理制度が発足し、被曝量に対する管理体制を強化する動きも見られた。
また線源そのものへの対策も進められた。1978年には、保修課の中にアラップグループが創設され、配管からの線量低減、換気設備増設、メンテナンスフリー機器への更新といった課題について検討し、新設機で採用された技術を既設機にも導入するアラップ対策工事などが実施されていった。
『保健物理』2005年9月号によれば運転開始以降の福島第一原子力発電所での年間被曝総線量はプラントの増設と共に年々増加し、1978年には80人・Svで最初のピークを迎えた。その後、対策として
- 線量の主たる原因となっている腐食生成物の低減のため、水化学面での改善を目的としたプラント構成材料の変更
- 作業の自動化、遠隔操作化
- 腐食生成物の原因となる炉内への不純物量低減対策
- 作業環境のクリーン化
- 遮蔽設備の増強

を逐次進め、2005年時点では比較的初期に建設されたプラントでも上記改善はほぼ完了状態にあった。一方でプラントの経年劣化により保守作業量が増加傾向にあったが、作業合理化等を進めて作業者が10,000人前後で推移したこと、上述の線量低下対策を打つことで対応した。これらプラス要因、マイナス要因を総合すると1990年代以降は、年間20Sv・人程度で推移している。ただし、シュラウド交換に際しては30人・Svに上昇した年もある。
一方、プラント1基当たりの平均年線量で比較すると、日本は1990年代より1.5〜2人・Sv/基で推移しているのに対し海外では更なる減少傾向が進み、2005年頃には日本のプラントの方が相対的に高い年線量となっていたという。
こうした状況から2005年頃になると、東京電力は「線量ゴール」と呼称する管理目標値を設定し、年間線量を大きく左右するのが（作業内容が固定的である定検ではなく）既存プラントに対する改良工事であることから、その目標方法の設定についても発表している。投資配分上の原則としては下記が挙げられている。
- 線量ゴールを超過することが予想される場合は投資を含めた対策を実施
- 線量ゴール以下が予想される場合は現状維持の範囲で線量低減に努力する
- 上記対策で余剰となった投資分は総線量低減に大きく寄与する改良工事や比較的線量の高い一部の特殊技能者の対策に配分する

#### 否定的な見解
- 西山明の取材によると、岩本忠夫は県議時代に安全衛生関連の質疑を何回か行った際、知事の木村や答弁する県の幹部はすべて回答をはぐらかしたとし、「歯がゆくて仕方が無かった」「具体的な証言をもとに質問するとニュースソースが明らかになり、処分される危険もあり配慮せざるを得なかった」「県は東電に資料の公開を迫る姿勢は始めから放棄していた」とコメントしている[45]。
- 西山明によると、科学技術庁原子力安全課は1978年当時、福島第一原子力発電所で放射線管理手帳を個人携帯しているのは三菱、日立、東芝、ビル代行とその下請のみで、それ以外は各社に応じて管理となっており、元請が持ったまま日々の被曝量を一方的に（場合によっては改ざんして）記録するような事例が横行していたという[46]。
- 安衛法は発注者に離職後の健康診断等を義務付けしているが西山明は遵守しているケースはほとんどないとしている。また労基署は「県知事許可の無いモグリの業者は絶対にいない」と断言したが、西山の取材に答えたある業者は5分の1はモグリで1977年3から6月に3号機を保修した際には山谷、愛釜から200名程が集められており「彼らについては下請が履歴書を偽造して働かせていたようだ。身なりで大体分かった」と述べている[47]。
- 森江信はCRDの交換作業について引き抜きの際圧力容器の底に溜まった比放射能の高い鉄サビ混じりの炉水が流れ出し作業者が頭から炉水を被るため、全面マスクとビニールスーツはそれらから身を守るためにも与えられているとしている[48]。

- 福島第二原子力発電所設置許可取消訴訟の参考に供するため、同訴訟を提訴した大学一をはじめとする弁護団は、福島第一原子力発電所の下請け労働者を対象に独自に実態調査を実施したことがある。調査には29名が応じ、次のような証言を得た、としている[49]。
  - ポケット線量計とアラームメーターの値がばらつくことがあり、どちらを信用していいか不安になることがある
  - 着替えでアラームメーターを紛失した際に、ひもだけつけて監督の目を誤魔化して作業した。
  - 時間が足りない時にはアラームメーターが鳴っても作業を続行し、元請の放射線管理者も見て見ぬふりをする
  - 元請でも線量管理の目標（週300レム）を設定しているが、雇用問題が絡んでいる時はそれをオーバーしていても入場することもある
  - 夏のある日、廃棄物建屋付近で作業した際、暑かったので裸で作業したが、現場監督は黙認した。見回りに来る東電の保安係は叱責した。
  - 東電から検査が来るときは前もって通知されるので、危険な作業をしない
  - 全面マスクは息苦しく、線量限度以下でも作業を続行した者の中には酸欠になった者がいるが、元請は東電の叱責を恐れて労災申請はしない風土が出来ており、入院した者にその間の日当を払い続けてもみ消した

調査結果を報じた朝日新聞の取材に対して鈴木範夫（当時東京電力原子力管理部長）は「パトロールを行い、遵守事項をチェックしている。従ってアラームメーターを無視して仕事したり、裸で作業したりすることは全く考えられないことだ」などと調査結果を全面的に否定した。
- 恩田勝亘が1986年に平井憲夫から取材したところによれば、線量計とアラームを身に付けて作業をしていても、規則通りに作業していたら全くはかどらないため、現場では実際は線量計を外した状態で汚染度の高い区域に入室したり、警報が鳴っても無視しての作業が常態化していたという[50]。

- 資源エネルギー庁では発電所で働く者の被曝データを毎年公表していたが、1980年前後のデータでは初期に運転を開始したBWRで特に被曝量が高くなる傾向にあり、年間1.5〜2.5レム（当時の被曝上限は年間5レム）に多くの作業員が集中していた。これは一次冷却水がタービン建屋まで循環する構造を採用したBWRの欠点であった[51]。

- 東京電力企画部副部長の宅間正夫（当時）は、平均被曝線量が増加した理由として、応力腐食割れに代表される初期不良のための修理、対策工事が増加したことを挙げている[52]。

- また石丸小四郎が代表を務める「双葉地方反対同盟」は1999年には同団体の助力により40代のベテラン溶接工の病死について、計74.9mSvの被曝によるとして、労災申請が初めて行われた。また、石丸によれば、1998年度でも東京電力の正社員の被曝量は年間0.8mSvに対して、協力企業は2.6mSvと3倍の開きがあり、格差問題は依然として残っているという[53]。

## 広報宣伝活動
各原子力発電所にサービスホールを設けて原子力広報を行った他、1984年には東京渋谷に電力館、1990年代には中畑清を起用しテレビコマーシャルにも積極的であった。2001年には電気の史料館を開館し原子力発電関係の展示にも電力館より専門的な内容のものが配された。
しかしながら、福島第一原子力発電所事故を受けて上記の内柏崎刈羽原子力発電所のサービスホール以外の全てが閉館、自粛に追い込まれている。